# Nikoła Iwanow
Nikoła Iwanow Iwanow (bułg. Никола Иванов Иванов, ur. 2 marca 1861 w Kałoferze, zm. 10 września 1940 w Sofii) – bułgarski wojskowy i polityk, generał piechoty,  minister wojny Księstwa Bułgarii (1896–1899).

## Życiorys
Syn Iwana i Stojanki. Uczył się w Gabrowie, a następnie w liceum Galatasaray w Stambule. Jako ochotnik wziął udział w wojnie rosyjsko-tureckiej. Po zakończeniu wojny kształcił się w szkole wojskowej w Sofii, którą ukończył w 1879. Po ukończeniu szkoły służył w milicji Rumelii Wschodniej, awansując w 1881 na stopień porucznika. W latach 1882–1885 studiował w Nikołajewskiej Akademii Sztabu Generalnego w Petersburgu. W czasie wojny serbsko-bułgarskiej był oficerem zaopatrzeniowym, wziął udział w bitwie pod Pirotem.
Po zakończeniu wojny został adiutantem księcia Aleksandra I Battenberga, a następnie w 1887 szefem Departamentu Inspekcji Wojskowej w ministerstwie wojny. W stopniu majora objął w 1888 dowództwo 10 pułku piechoty, rok później został szefem sztabu 4 Brygady, a w 1890 dowodził 1 pułkiem kawalerii. W stopniu podpułkownika w 1891 objął stanowisko zastępcy szefa sztabu armii, a od 1894 szefa sztabu armii. Uczestniczył w rozmowach z Rumunią na temat rozwiązania sporów granicznych w Dobrudży. W 1896 stanął na czele resortu wojny w gabinecie Konstantina Stoiłowa. Prowadził w tym czasie rozmowy z oficerami bułgarskimi, którzy w latach 1886–1887 wyjechali do Rosji namawiając ich do powrotu do kraju.
Po odejściu z ministerstwa objął dowództwo 5 presławskiej dywizji piechoty, a w 1903 już w stopniu generała majora 2 trackiej dywizji piechoty. W 1907 został naczelnikiem 2 Okręgu Inspekcji Wojskowej.
W czasie I wojny bałkańskiej dowodził 2 Armią, wraz z nią zdobył twierdzę w Adrianopolu. W czasie II wojny bałkańskiej podległe mu jednostki stawiały opór całej armii greckiej. 18 lipca 1913 przeniesiony do Sztabu Głównego, a w sierpniu 1913 zakończył służbę wojskową. W czasie I wojny światowej udzielał się jako publicysta i przewodniczący Towarzystwa Oficerów Rezerwy. 6 maja 1936 otrzymał awans na stopień generała piechoty. Zmarł 10 września 1940 w Sofii.
Pozostawił wspomnienia z okresu służby w armii bułgarskiej. Ukazały się drukiem w 1996 w dwóch tomach pt. Спомени 1861–1918, w opracowaniu Eleny Statełowej i Radosława Popowa.

## Awanse
- podporucznik (Подпоручик) (1879)
- porucznik  (Поручик) (1881)
- kapitan  (капитан) (1885)
- major  (Майор) (1887)
- podpułkownik (Подполковник) (1891)
- pułkownik (Полковник) (1895)
- generał major (Генерал-майор) (1900)
- generał porucznik (Генерал-лейтенант) (1912)
- generał piechoty (Генерал от пехотата) (1936)

## Odznaczenia
- Order Waleczności II st. II klasy i IV st.
- Order Świętego Aleksandra I i II stopnia z brylantami
- Order Zasługi Wojskowej I stopnia
- Order Stara Płanina I stopnia z mieczami
- Order Legii Honorowej III stopnia
- Order Świętej Anny I i II stopnia z brylantami
- Order Franciszka Józefa II stopnia
- Order Królewski Korony I stopnia
- Order Korony Włoch I stopnia
- Order Korony Rumunii I stopnia
- Order Świętego Sawy I stopnia
- Order Krzyża Takowy I stopnia
- Order Osmana II stopnia
- Order Medżydów I stopnia

## Publikacje
- 1891: Тактически задачи с решения
- 1894: Записки по стратегия. Лекции
- 1924-1925: Народната партия и Балканските войни 1912–1913